# جورج هنري جونز
جورج هنري جونز (بالإنجليزية: George Henry Jones)‏ هو سياسي بريطاني، ولد في 1884 في المملكة المتحدة، وتوفي في ديسمبر 1956.